# Baigneux-les-Juifs
Baigneux-les-Juifs – miejscowość i gmina we Francji, w regionie Burgundia-Franche-Comté, w departamencie Côte-d’Or. Przez miejscowość przepływa Sekwana. 
Według danych na rok 1990 gminę zamieszkiwało 251 osób, a gęstość zaludnienia wynosiła 20 osób/km² (wśród 2044 gmin Burgundii Baigneux-les-Juifs plasuje się na 661. miejscu pod względem liczby ludności, natomiast pod względem powierzchni na miejscu 767.).